# Verenigde Provincies van Centraal-Italië
De Verenigde Provincies van Centraal-Italië (ook: Unie, Confederatie of Gouvernement-Generaal van Centraal-Italië) was, binnen het huidige Italië, een vazalstaat van het  koninkrijk Piëmont-Sardinië. Ze werd gevormd uit het groothertogdom Toscane, het hertogdom Parma en Piacenza, het hertogdom Modena en Reggio en de Kerkelijke Staat, nadat hun monarchen afgezet werden door volksrevoluties.
In augustus 1859 verenigde deze staten zich in een militair verbond. Op 7 november 1859 werd prins Eugenius Emanuel van Savoye-Carignano als regent aangesteld. Koning Victor Emanuel II van Italië weigerde dit echter goed te keuren en stuurde Carlo Boncompagni als regent. 
Op 8 december 1859 werden Parma, Modena en de Pauselijke Staat ingelijfd bij de koninklijke provincie Emilia. Na een referendum in maart 1860 werd de staat formeel opgenomen bij Piëmont-Sardinië. In ruil voor Franse erkenning hiervan werden Savoye en Nice afgestaan aan Frankrijk. 